# Jakiw Kripak
Jakiw Wiktorowycz Kripak, ukr. Яків Вікторович Кріпак (ur. 13 czerwca 1978 w Zaporożu) – ukraiński piłkarz, grający na pozycji napastnika, trener piłkarski.

## Kariera piłkarska

### Kariera klubowa
Wychowanek SDJuSzOR Metałurh Zaporoże. Pierwszy trener – Rawil Szaripow. 13 marca 1996 rozpoczął swoją piłkarską karierę w składzie Metałurha Zaporoże debiutując w Wyższej Lidze. W latach 1998–1999 odbywał służbę wojskową w CSKA Kijów, po czym podpisał 3-letni kontrakt z Szachtarem Donieck. Po odejściu trenera Anatolija Byszowca przestał trafiać do podstawowego składu i był wypożyczony do Metałurha Donieck, Stali Ałczewsk i Polihraftechniki Oleksandria. W 2002 aby podtrzymać formę sportową grał w amatorskim ZAlK Zaporoże. Po wygaśnięciu kontraktu z Szachtarem w czerwcu 2002 został zaproszony przez trenera Jewhena Kuczerewskiego do Dnipra Dniepropetrowsk. W 2003 przez wysoką konkurencję nie grał w dniepropetrowskim klubie, dlatego na początku 2004 przeszedł do białoruskiego Lakamatyu Witebsk, gdzie został królem strzelców klubu. Ale następnego sezonu opuścił klub, próbował swoich sił w Metaliście Charków i Dynamie Brześć, ale do podpisania kontraktu sprawa nie doszła i był zmuszony ponownie grać w amatorskim ZAlK Zaporoże. Latem 2005 na jeden sezon został piłkarzem Spartaka Sumy. Potem ponownie występował w ZAlK Zaporoże, a w 2007 w Desnie Czernihów. W styczniu 2008 podpisał kontrakt z drugoligowym klubem Feniks-Illiczoweć Kalinine, ale już w marcu 2008 podał się do białoruskiego FK Smorgonie, do którego zaprosił go były trener Lakamatyu Witebsk Hieorhij Kandracjeu. Jednak po serii gier kontrolnych klub zrezygnował z usług piłkarza. Dopiero latem 2008 przeszedł do amatorskiego zespołu Słowchlib Słowiańsk. Na początku 2010 przeniósł się do innego amatorskiego zespołu Awanhard Kramatorsk. W końcu 2011 zakończył karierę piłkarską.

### Kariera reprezentacyjna
W 1997 występował w młodzieżowej reprezentacji Ukrainy.

## Kariera trenerska
Po zakończeniu kariery piłkarskiej w 2012 rozpoczął pracę szkoleniową. Najpierw pomagał trenować Awanhard Kramatorsk, a 3 grudnia 2013 roku objął stanowisko głównego trenera klubu. 9 września 2016 podał się do dymisji.

## Sukcesy i odznaczenia

### Sukcesy klubowe
- wicemistrz Mistrzostw Ukrainy: 2000

### Sukcesy indywidualne
- 7-9. miejsce w klasyfikacji strzelców Wyższej Ligi: 1996/97 (11 goli).